# Le Balentes
Le Balentes sono un gruppo musicale originario di Cagliari, da sempre caratterizzato per la sua formazione interamente femminile, più volte ricostituita. Il termine Balentes in sardo significa letteralmente “valorosi/e" ed in Sardegna viene di solito riferito agli uomini per indicare il coraggio, il valore, l'orgoglio. È stato adottato con un'accezione ironica da questo gruppo, in riferimento al fatto che esso ha iniziato la carriera interpretando canti in genere riservati solo a voci maschili.

## Storia del gruppo
Il gruppo originario è composto da Stefania Liori, Rossella Faa e Cristina Lanzi, che iniziano la loro attività nel 1990 come coriste del cantautore Piero Marras. 
Nel 1996 il gruppo assume una propria identità musicale mettendo insieme un repertorio originale costruito sulla fusione delle tre voci femminili. A Rossella Faa e Cristina Lanzi subentrano Alessandra Solinas ed Ilaria Lai. Con il gruppo continua a collaborare Rossella Faa, autrice della maggior parte dei brani.
Il repertorio è costituito sia da brani della tradizione sarda rielaborati sia da pezzi originali ispirati a vari generi musicali, dal pop alle musiche balcaniche.
Cantano spesso a cappella, con l'utilizzo di piccole percussioni, ma anche accompagnate dai musicisti.
Nel febbraio 1997 vincono il primo premio all'Accademia della canzone di Sanremo e partecipano alle serate del Dopofestival, in occasione del quale incidono un cd promozionale.
Agli inizi del 1998 Alessandra Solinas e Ilaria Lai vengono sostituite da Lulli Lostia e Elena Nulchis. Lo stesso anno il gruppo partecipa al programma Caterpillar di Rai Radio Due, con cui raggiunge un vasto pubblico a livello nazionale e si fa apprezzare dal vivo alla manifestazione del Caterraduno, a Brisighella. 
Nel 2000 il brano Rundines de Andira, scritto da Luca Nulchis, viene inserito nella compilation di Caterpillar, e a maggio Le Balentes partecipano ancora una volta al Caterraduno, a Cervia, dove conoscono il cantautore Davide Van de Sfroos con il quale inizia una collaborazione artistica.
Nell'ottobre 2000 sono ospiti al Premio Tenco, in collaborazione con la Banda Osiris. In novembre viene assegnato al gruppo il premio della critica in occasione del Festival della Musica Sarda con il brano di Luca Nulchis La ballata de s'isposa 'e Mannorri.
Nel giugno 2001 viene pubblicato il loro primo album intitolato Balentes, in coproduzione con Radio Popolare alla cui realizzazione collaborano Mauro Pagani, Banda Osiris, Davide Van de Sfroos e Mercanti di Liquore. La maggior parte dei brani inediti ha la firma di Rossella Faa. Gli arrangiamenti musicali e vocali sono a cura di Rossella Faa ed Augusto Pirodda.
Nel 2003 il singolo Cixiri raggiunge un successo nazionale grazie al lancio da parte di Fiorello nel programma Viva Radio2, grazie al quale vincono il Girofestival come miglior canzone; sempre nel 2003 partecipano al Vodafone Tour in collaborazione con la radio RTL 102.5, ed al TIM Tour. 
Nello stesso anno prendono parte alla registrazione dell'album Laiv di Davide Van de Sfroos.
Nel gennaio del 2004 partecipano a Napoli al Concerto dell'Epifania in onda su RaiUno, accompagnate dall'Orchestra diretta dal 
maestro Renato Serio.
Nello stesso anno registrano il disco Cantano... per RaiTrade. Al disco partecipano in veste di ospiti Andrea Parodi, Mario Reyes dei Gipsy Kings e il comico Gabriele Cirilli. La scrittura dei brani e la cura degli arrangiamenti viene ancora una volta affidata a Rossella Faa e ad Augusto Pirodda.
Subito dopo l'uscita del disco Elena Nulchis lascia il gruppo e viene sostituita da Elisabetta Delogu. 
Durante l'estate Le Balentes sono la 'resident band' della trasmissione Notti europee: figli di Eupalla, condotta da Linus e trasmessa su RaiDue.
Nel 2005 collaborano con Samuele Bersani in occasione del Premio Tenco. Durante lo stesso anno accompagnano in tour il cantante africano Gabin Dabirè. Durante questi concerti verrà registrato il disco Inverse live.
Nel 2006 collaborano al disco Rosa Resolza di Andrea Parodi ed Elena Ledda: nello stesso anno, compaiono in diversi brani del DVD Omaggio a Fabrizio De André, concerto tributo registrato all'Anfiteatro romano di Cagliari l'anno precedente.
Il 22 settembre del 2006 accompagnano, insieme a tanti altri artisti, Andrea Parodi nel suo ultimo concerto, tenutosi all'Anfiteatro Romano di Cagliari, pochi giorni prima della sua morte. Esattamente un anno dopo, nello stesso anfiteatro, cantano al concerto tributo, cui prendono parte tanti altri amici dell'artista, tra cui i Tazenda, Elena Ledda, Piero Pelù e Piero Marras. La registrazione della serata diventerà un CD+DVD dal titolo Cantano Andrea Parodi.
Nel 2008 partecipano a Sorrento al Tributo ai Beatles - Premio Caruso, trasmesso su RaiUno, esibendosi con il brano She Loves You. Lo stesso anno prendono inoltre parte all'inaugurazione del teatro in onore di Andrea Parodi, a Porto Torres.
Sempre nel 2008 lascia il gruppo Elisabetta Delogu e viene sostituita da Pamela Lorico.
Nel 2009 registrano il brano Chiara Polka, sigla della trasmissione radiofonica "Io, Chiara e l'Oscuro", in onda su Rai Radio Due.
Nel 2010 esce il disco Live in Studio per la collana Donne, stelle della Sardegna, curata da L'Unione Sarda. Il disco contiene la registrazione in presa diretta di diverse cover del repertorio di Andrea Parodi e di altri. Gli arrangiamenti musicali e vocali sono curati da Pier Paolo Liori.
Nel novembre 2011 viene loro assegnato il Premio Maria Carta.
Nel 2018 Lulli Lostia viene sostituita dalla cantante Federica Putzolu.
Il 15 aprile 2022 esce l'album Inghirios, prodotto da Le Balentes e Michele Palmas per S'Ardmusic. Il disco contiene dieci brani inediti e una rivisitazione di Pandela, una canzone del repertorio di Andrea Parodi. La maggior parte delle musiche è opera di Pier Paolo Liori, che cura anche quasi tutti gli arrangiamenti vocali e strumentali e suona la fisarmonica. Quasi tutti i testi sono scritti da Stefania Liori e Davide Biggio. Fanno eccezione Naramì, scritta da Rossella Faa, Piciocus de Crobi, di Augusto Pirodda e Nina Unde, del cantautore calasettano Matteo Leone.
[Inghirios è] una necessità, un desiderio estremo di custodire le leggende e le magie della Sardegna. È così che viene raccontata la storia della Sardegna: una storia viva, tangibile, che emerge ogni volta che si ascoltano i racconti dei suoi abitanti, di certo più intensi di quelli dei libri di storia. Ogni brano è una narrazione, un’onda di voci e di gesti, un insieme coeso di suoni e armonie. Vengono condivise storie popolari racchiuse in un unico grande racconto, che cambia voce e ambientazione intrecciando tradizioni e lingue diverse (tabarchino, barbaricino, campidanese...) che rivelano la magia dell’isola di Sardegna.

## Formazione
Formazione attuale:
- Stefania Liori (1990-presente)
- Pamela Lorico  (2008-presente)
- Federica Putzolu (2018-presente)

Ex componenti:
- Cristina Lanzi (1990-1996)
- Rossella Faa (1990-1996)
- Alessandra Solinas (1996-1998)
- Ilaria Lai (1996-1998)
- Elena Nulchis (1998-2004)
- Lulli Lostia (1998-2015)
- Elisabetta Delogu (2004-2008)

## Musicisti
Band attuale:
- Fabrizio Lai (chitarra)
- Fabio Useli (basso)
- Antonio Pisano (batteria)
- Pier Paolo Liori (fisarmonica)

Ex componenti:
- Augusto Pirodda (pianoforte e tastiere)
- Roberto Deidda (chitarra)
- Paolo Cocco (basso)
- Simone Onnis (percussioni)
- Daniele Russo (batteria)
- Pino Montalbano (chitarra)
- Pier Paolo Liori (basso)
- Flavio Secchi (chitarra)
- Gianluca Pischedda (violoncello)
- Giacomo Deiana (chitarra)

## Discografia

### Album
- 2001 - Le Balentes (BTF)
- 2004 - Cantano... (RaiTrade)
- 2010 - Live in Studio (L'Unione Sarda)
- 2022 - Inghirios (S'ardmusic)

### Singoli
- 2003 - Cixiri (RaiTrade)
- 2022 - Sa prima pandela (S'ardmusic)

### Partecipazioni
- 2003 - Laiv di Davide Van de Sfroos
- 2005 - Inverse Live di Gabin Dabirè
- 2006 - Rosa Resolza di Andrea Parodi e Elena Ledda (S'ardmusic)
- 2010 - Cantano Andrea Parodi - AAVV (S'ardmusic)